# Der Weg zum Wiederaufstieg
Der Weg zum Wiederaufstieg war eine im Sommer 1927 entstandene geheime Broschüre Adolf Hitlers, die sich an industrielle Kreise richtete. Sie ist neben Mein Kampf und dem Zweiten Buch die dritte überlieferte größere Schrift Hitlers. Sie war Teil der Bemühungen der NSDAP, von der Großindustrie finanzielle Unterstützung zu erhalten.

## Entstehung
Durch Vermittlung von Elsa Bruckmann kam es zu einem Gespräch zwischen Hitler und dem achtzigjährigen Industriellen Emil Kirdorf am 4. Juli 1927. Kirdorf war von Hitlers Ausführungen derartig begeistert, dass er ihn bat, seinen Vortrag in einer Broschüre zusammenzufassen. Kirdorf verbreitete diese Broschüre, wie er in einem Interview mit der „Preussischen Zeitung“ 1937 äußerte, in seinem Namen in „Kreisen der Industrie und Wirtschaft“. Die Broschüre umfasst 22 Seiten und wurde im Verlag Hugo Bruckmann gedruckt.

## Inhalt
In der Präambel bezeichnete Hitler die Reinhaltung der deutschen Rasse und der Sicherung des deutschen Erbgutes als sein oberstes Ziel. In der Broschüre warb er mit seinem Lebensraumprogramm, wie er es auch schon in Mein Kampf dargelegt hatte. Er schrieb:

„Jedes Volk braucht zur Entfaltung seines eigenen Ichs den nötigen Raum auf der Welt.“

Er bezeichnete den Pazifismus als einen Frevel an der Menschheit. Weiterhin warb er mit der Überwindung des Klassengegensatzes durch eine „deutsche Einstellung“, er schrieb in hervorgehobener Schrift:

„Die neue Bewegung lehnt kategorisch jede Standes- und Klassenteilung ab und proklamiert an deren Stelle eine zusammenfassende deutsche Einstellung.“

Darüber hinaus gab Hitler als Ziel der Bewegung die Eingliederung der Arbeiterschaft in die Volksgemeinschaft mit Hilfe des Sozialismus an, wobei sozial berechtigte Ansprüche erfüllt werden müssen. Zudem bekannte er sich zum Privateigentum.
Als Auswirkung der Broschüre kam es am 26. Oktober 1927 zu einem Treffen von 14, namentlich nicht genannten Wirtschaftsführern mit Hitler im Hause Kirdorfs. Nach dem Zeugnis Kirdorfs waren die Teilnehmer „von seinen packenden Darlegungen tief ergriffen“. Wolfgang Stresemann berichtet in seinen Erinnerungen, dass der Industrielle Kurt Sorge unter den Anwesenden war, der ihm erzählte, dass Hitler „seine zur industriellen Führungsspitze gehörenden Zuhörer so mitriss, daß einer von ihnen einen Vergleich mit – Christus wagte!“.

## Entdeckung
Die Schrift wurde von dem amerikanischen Historiker Henry Ashby Turner in der Bücherei der Gutehoffnungshütte entdeckt und im September 1968 publiziert. Die genaue Zahl der gedruckten Exemplare und die Empfänger sind unbekannt. Kirdorf druckte sie auch in seinen unveröffentlichten Erinnerungen ab, die sich im Bergbauarchiv Bochum befinden.